# 沃尔特·亨里克·达·席尔瓦
沃尔特·亨里克·达·席尔瓦（Walter Henrique da Silva，1989年7月22日—），是巴西职业足球运动员，司职前锋。他代表巴西U-20国家队参加了南美青年足球锦标赛，攻入五球成为赛事最佳射手。